# Earl of Wicklow
Earl of Wicklow war ein erblicher britischer Adelstitel in der Peerage of Ireland, der nach der Stadt bzw. dem County Wicklow benannt war.

## Geschichte des Titels
Der Titel wurde am 20. Dezember 1793 von König Georg III. für Alice Howard, Dowager Viscountess Wicklow geschaffen. Sie war die Witwe des Ralph Howard, 1. Viscount Wicklow (1726–1789), der einer irischen Nebenlinie der englischen Familie Howard entstammte und in der Peerage of Ireland am 21. Juli 1776 zum Baron Clonmore, of Clonmore in the County of Carlow, und am 23. Juni 1785 zum Viscount Wicklow erhoben worden war. Beider Sohn, Robert vereinte bei ihrem Tod 1807 alle drei Titel.
Die drei Titel erloschen schließlich 1983 beim Tode des 9. Earls.

## Liste der Earls of Wicklow (1793)
- Alice Howard, 1. Countess of Wicklow (1736–1807)
- Robert Howard, 2. Earl of Wicklow (1757–1815)
- William Howard, 3. Earl of Wicklow (1761–1818)
- William Howard, 4. Earl of Wicklow (1788–1869)
- Charles Howard, 5. Earl of Wicklow (1839–1881)
- Cecil Howard, 6. Earl of Wicklow (1842–1891)
- Ralph Howard, 7. Earl of Wicklow (1877–1946)
- William Howard, 8. Earl of Wicklow (1902–1978)
- Cecil Howard, 9. Earl of Wicklow (1909–1983)